# 亚历山大·弗雷泽·泰特勒

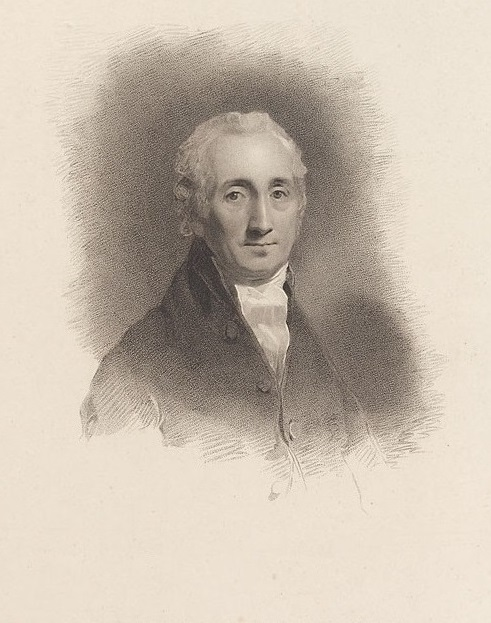
伍德豪斯利勋爵亚历山大·弗雷泽·泰特勒（绘于1813年5月10日）

伍德豪斯利勋爵亚历山大·弗雷泽·泰特勒，FRSE（英語：Alexander Fraser Tytler, Lord Woodhouselee，1747年10月15日—1813年1月5日）是苏格兰律师、法官、作家和历史学家，爱丁堡大学世界史和希腊罗马古迹教授。